# Brouy
Brouy  [bʁui] je francouzská obec v departementu Essonne, v regionu Île-de-France, 60 kilometrů jihozápadně od Paříže.

## Geografie
Sousední obce: Mespuits, Champmotteux, Blandy, Nangeville a Mainvilliers.

## Vývoj počtu obyvatel
Počet obyvatel